# Écretteville-lès-Baons
Écretteville-lès-Baons ist eine französische Gemeinde mit 352 Einwohnern (Stand: 1. Januar 2022) im Département Seine-Maritime der Region Normandie. Die Gemeinde gehört zum Arrondissement Rouen und zum Kanton Yvetot. Die Einwohner werden Écrettevillais und Écrettevillaises genannt.

## Geografie
Écretteville-lès-Baons liegt westlich des Zentrums des Départements, etwa 28 Kilometer ostnordöstlich von Le Havre und etwa 32 Kilometer nordwestlich von Rouen inmitten der Landschaft Pays de Caux. Die Nachbargemeinden von Écretteville-lès-Baons sind Envronville im Norden, Hautot-le-Vatois im Nordosten, Valliquerville im Süden und Osten, Allouville-Bellefosse im Süden, Alvimare im Südwesten, Cléville im Westen sowie Terres-de-Caux im Westen und Nordwesten.
Durch die Gemeinde führt die Autoroute A29.

## Bevölkerungsentwicklung
| Jahr                      | 1962 | 1968 | 1975 | 1982 | 1990 | 1999 | 2006 | 2013 | 2020 |
| Einwohner                 | 350  | 354  | 381  | 376  | 398  | 420  | 421  | 385  | 369  |
| Quelle: Cassini und INSEE |      |      |      |      |      |      |      |      |      |

## Sehenswürdigkeiten
- Pfarrkirche Saint-Blaise, Neubau aus dem 19. Jahrhundert
- Das Feste Haus, genannt Herrenhaus von Le Catel, wurde ab 1270 von Richard de Treigots Abt der Abtei Fécamp, auf einem Grundstück erbaut, das der Herzog der Normandie den Mönchen geschenkt hatte. Die Arbeiten wurden im 14. und 15. Jahrhundert fortgesetzt. Es handelt sich um ein Festes Haus, dessen Gebäude um einen geschlossenen Innenhof angeordnet sind und dessen Ecken durch runde Türme akzentuiert werden. Der befestigte Eingang besteht aus einem monumentalen Risalit, der sich an der Hauptfassade des Hauses befindet. Das Herrenhaus ist seit 1944 und 1977 jeweils in Teilen als Monument historique eingeschrieben.
- Herrenhaus mit Fassade aus dem 16. Jahrhundert, restliches Gebäude aus dem 17. Jahrhundert
- Herrenhaus aus dem 18. Jahrhundert
- Herrenhaus in Yclon aus dem 16. Jahrhundert

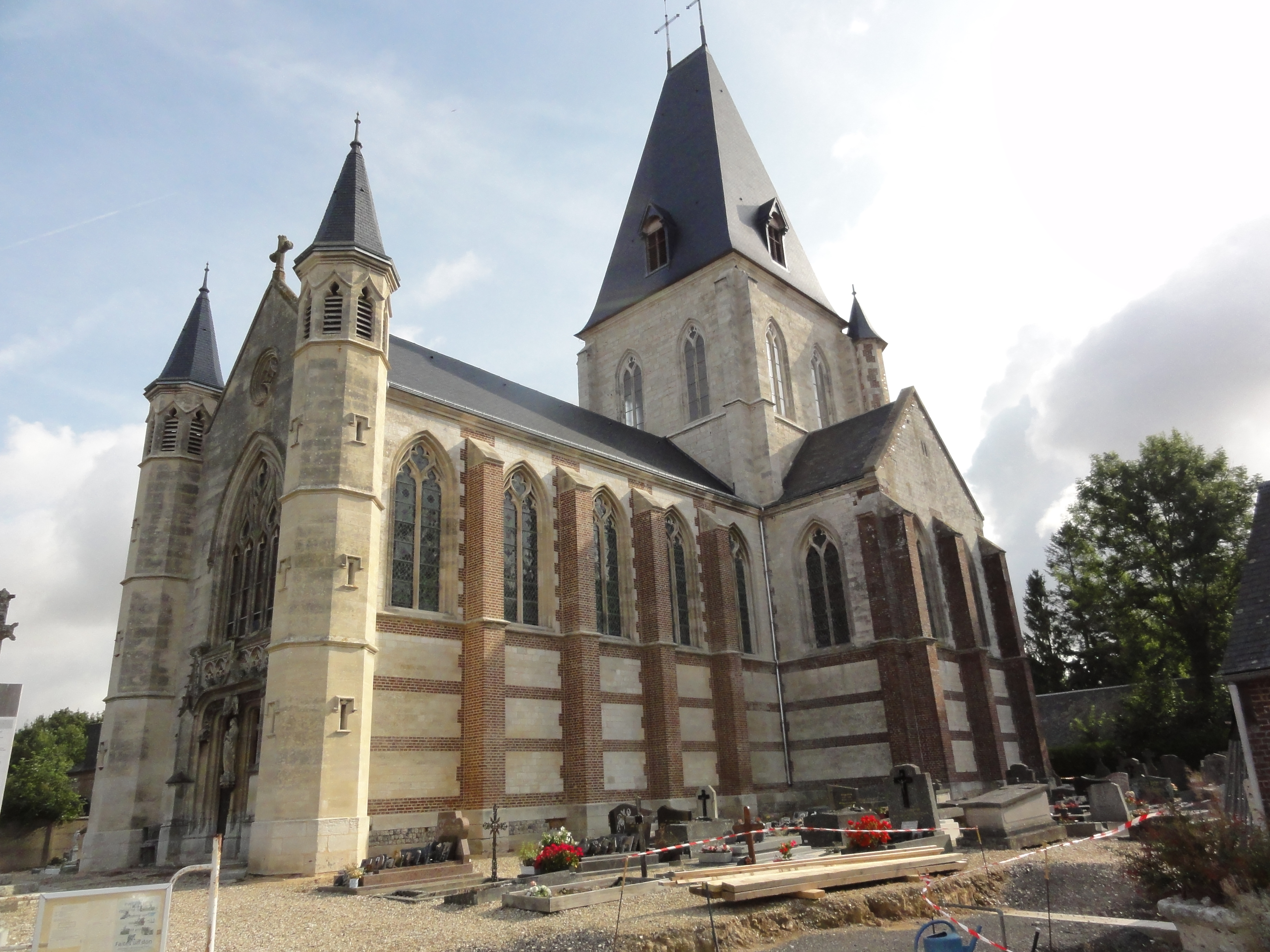
Pfarrkirche Saint-Blaise
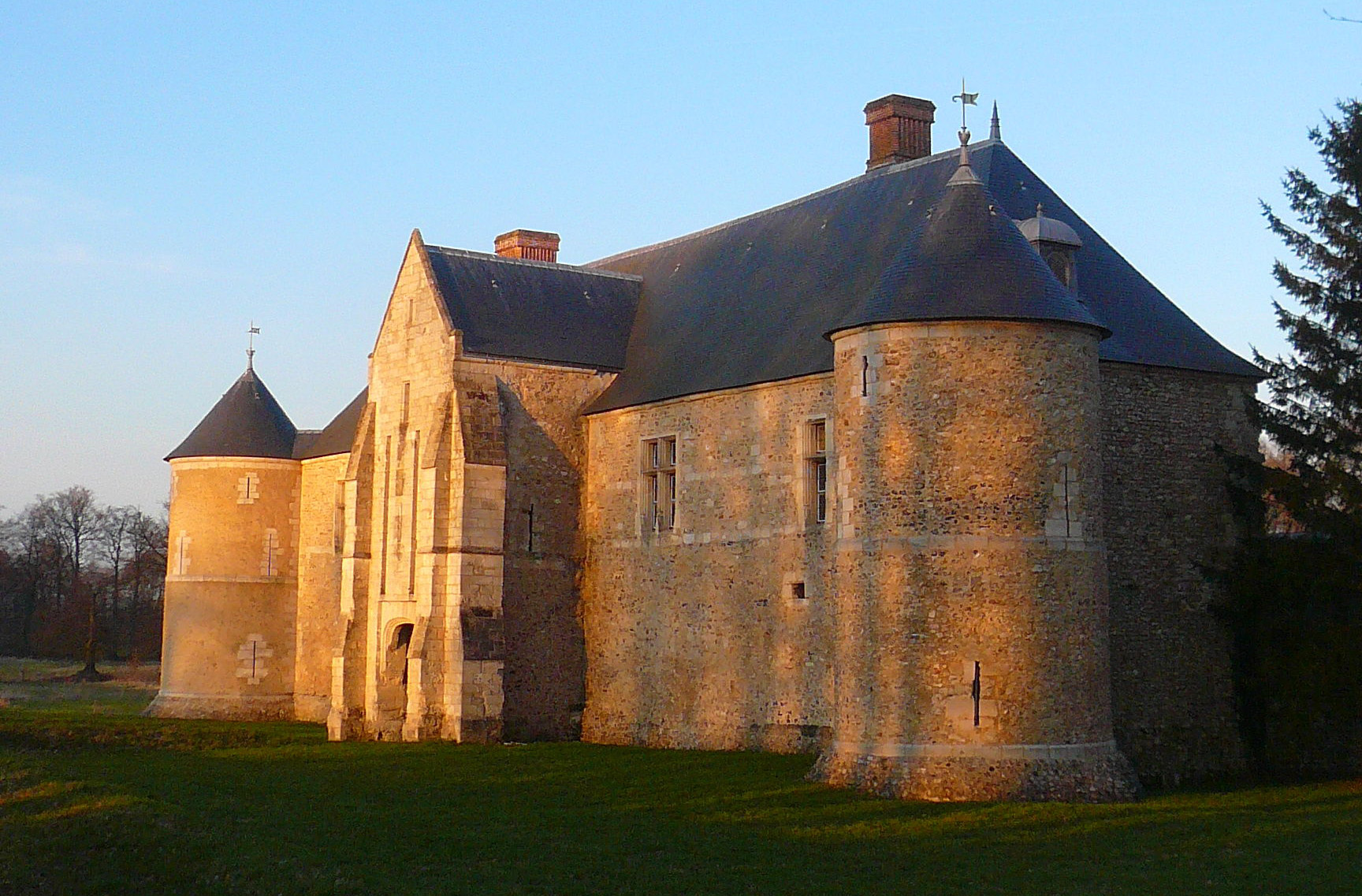
Herrenhaus von Le Catel